# 維爾卡拉納山
14°31′29″S 72°32′20″W / 14.52472°S 72.53889°W
維爾卡拉納山（Willkarana），是秘魯的山峰，位於該國南部阿普里馬克大區，由安塔班巴省的奧羅佩薩區負責管轄，屬於萬索山脈的一部分，海拔高度約5,300米。